# ضاري بن فهيد الرشيد
هو ضاري بن فهيد بن عبيد بن علي بن رشيد . ولد في حائل مركز أمارة أسرته آل رشيد حينذاك، وليس في المصادر المتوافرة ما يفيد عن تاريخ مولده لكن من المرجح انه كان أواخر العقد الثامن من القرن الثالث عشر الهجري أو أوائل العقد الذي تلاه . ذلك أنه كان من معاصري الأمير عبدالعزيز بن متعب كما كان مساويا له في الدرجة النسبية، فهو ضاري بن فهيد بن عبيد بن علي بن رشيد والأمير عبد العزيز بن متعب بن عبدالله بن علي بن رشيد وكما لم يكن ابوه فهيد أكبر أبناء عبيد ولم يكن متعب أبو الأمير عبد العزيز أكبر أبناء عبد الله

## ضاري ومعارضته لحكمعبدالعزيز المتعب الرشيد
ولقد ورد في ترجمة ضاري في الطبعة الأولى لكتاب نبذة تاريخية عن نجد أنه كان من معارضي حكم عبد العزيز المتعب الرشيد الذي حكم من عام 1897 م - 1906 م ، وورد بعد ذلك مباشرة أن ضاريا قال :
يامن لقلب دابل كبد راعيه
دلى يلالي مثل شمس المرات
وأن الأمير عبد العزيز بن متعب لما سمع هذا البيت قال : ليش ماقال :
يامن لوجة دابل كبد راعيه
دلى يتقلب مثل لون الشواة
ويبدو أن ايراد البيتين قصد به التدليل على ماذكر عن تلك المعارضة، غير أنه لم يوجد في المصادر الأخرى ما يؤيد وجود معارضة من ضاري للأمير عبد العزيز . فقد تولى هذا الأخير الأمارة عام 1897 م إلى أن قتل في عام 1906 م، وكان ضاري إلى جانبه سنة 1322 هجري ولم تذكر المصادر أنه كان معارضا له أو اختلف معه بأي شكل من الأشكال، وماروي عن قصة البيتين ربما كان مزاحا من الأمير عبد العزيز أو تعبيرا عن عدم ارتياح شخصي لضاري، ولكن لايوجد دليل على أنه كان معارضا لحكمه .

## علاقته باغتيالمتعب بن عبدالعزيز بن متعب
من المحتمل أن ضاريا كان مؤيدا لأبناء عمه حمود ؛ وهم سلطان وسعود وفيصل، الذين قامو باغتيال الأمير متعب بن عبدالعزيز المتعب الرشيد الذي خلف أباه الأمير عبدالعزيز المتعب بعد مقتله، لكن ذلك يبقى احتمال فقط لا شئ يؤيده أما مشاركته معهم في الاغتيال فلا تؤيده أي من المصادر، ولقد ورد في مقدمة مخطوطة النبذة الطبعة الأولى أنه جلا عن نجد اثر محاولته الأخيرة للاستيلاء على الحكم بقتل الحاكم آن ذاك من آل رشيد وورد في ترجمته في الطبعة الأولى أنه يشير إلى حادثة اغتيال متعب الثاني سنة 1324 للهجرة «حينما قام سلطان بن حمود بن عبيد آل رشيد بقتله، وسلطان هذا ابن عم ضاري . ويقال بأن ضاريا نفسه كان مشاركا في القتل» . والواقع أنه لادليل على أن البستاني قد أشار بعبارته إلى حادثة قتل الأمير متعب بن عبد العزيز ؛ اذ لانص في العبارة على أمير بعينه وكون ضاري ابن عم لسلطان لايعني أنه كان مؤيد على قتله للأمير متعب ؛ ناهيك عن المشاركة فيه . وقد فصل المؤرخ إبراهيم القاضي حادثة القتل ولم يذكر أن لضاري يدا فيها . ومن الثابت أنه لم يكن جميع آل عبيد مؤيدين لذلك القتل، بل وان حمود بن عبيد أب سلطان وسعود وفيصل الذين قتلو متعب، قد غضب من عملهم وغادر حائل إلى المدينة المنورة فيما بعد ؛ مختتما قصيدته التي قالها في تلك المناسبة بقولة :
عز الله اني بالعهد ماترديت
مع نسل عبد الله بالأول وتالي
ومن المحتمل أيضا أن ضاريا حاول في فترة ما القيام بعمل ضد أمير من أمراء جبل شمر . لكن ذلك يبقى مجرد احتمال، وان كان قد وقع فليس هناك ماينفي أنه كان موجها ضد ابني عمه، سلطان وسعود أو ضد الأمير سعود بن عبد العزيز الذي تولى الأمارة في ظل رعاية أخواله آل سبهان .

## ذهابه للهند
قد بدا صحيحا ماقيل في سياق الحديث من أن آل عبيد قد أصبحو غير آمنين من انتقام أبناء عمهم أحفاد المؤسس عبدالله بن رشيد ، بعد القضاء على سعود بن حمود سنة 1326 للهجرة، وأن ذلك كان من أسباب هرب ضاري من حائل، ذلك أن الثأر لايقتصر على الجاني، وانما يتجاوز ذلك إلى أقاربه كان من كان، وأخذ الحذر من أحفاد عبد الله بن رشيد لم يكن أمرا غير مألوف في مثل تلك الفترة، وكان مما حدث لضاري - بعد مغادرته لحائل - أن وصل البصرة، وأنه أصيب بمرض شخصه أحد الأطباء الإنجليز هناك بأنه ورم يستدعي إجراء عملية جراحية لاستئصاله . فسافر إلى بمبي ونزل ضيفا على التاجر عبد الرحمن آل إبراهيم النجدي الأصل، الذي بلغت مكانته التجارية إلى أن سمي ب ملك الؤلؤ . فأكرمه غاية الإكرام، واستأجر له قصرا صغيرا يقيم فيه مع حاشيته ومن خصص له من خدم طيلة المدة اللازمة لعلاجة . وتزامن ذلك مع وجود الأستاذ وديع البستاني ضيفا أيضا على ابن إبراهيم، فأصبح يجالسه ويستوضح منه أخبار نجد وأملى عليه ضاري ما أملى من تلك الأخبار، ولعله أراد عمل نبذة عن نجد مملاة على أحد الكتاب فوجد الفرصة بوجود ضيف ابن إبراهيم .
بعض من قصائدة عندما وصل إلى الهند ومطلعها :
البارحة ماهشت العين برقاد
والكبد عن لذة طعامه معية
متكدر بالي وفكري غدا أبداد
من شوم حظي كن مالي نحية
ذكرت عصر فات ماهو برداد
دور مضى للعزوة الشمرية
بعد أن تحدث شعرا عما رآه من مظاهر التقدم في بمبي ؛ مثل القطار والسيارات والكهرباء، ولم ينس التحدث عما شاهده من فتيات ساحرات الجمال ومظاهر جمالهن . غير أنه ينتهي إلى القول :
وباقي وصايفهن على الكيف ومراد
نحكم على الظاهر ونجهل خفية
ومع ما رآه ضاري في الهند من تقدم باهر وجمال ساحر الا أنه لم يسله عن وطنه في قوله :
أبي أتسلى أتصبر ولا فاد
من شان عدل بالفياض العذية
أفز من الثقبة مع الفجر مداد
هو ريف قلبي بالديار الخلية
إلى آخر القصيدة

## علاقته بملك الحجازالحسين بن علي
وإذا كانت المعلومات عن ضاري قليلة ؛ سواء قبل سفره إلى الهند أو بعد عودته منها، فان من تلك المعلومات القليلة أن الحسين بن علي ملك الحجاز قد أرسله مع واحد من الأشراف اسمه ابن عريف على رأس جيش إلى نجد عام 1337 هجري، وطلب منهما أن يتوجها إلى هجرة دخنة أولا ؛ معتقدا أن أهلها قد تركوها غزاة مع خالد بن لؤي، ثم يسيرا بعد ذلك للاستيلاء على أماكن أخرى من نجد . غير أنه كان من الصدف أن أهل دخنة قد هبو لنجدة أهل الشبيكية ضد غزو من أهل الحرة سبق أن أخذو ابلهم، وأصبح الجميع حوالي ألفي رجل . وتقابل هؤلاء مع ضاري وابن عريف ومن معهما، وهزم الجيش القادم من الحجاز ؛ وذلك في العشار من رمضان في ذلك العام .

## وفاته
لاتمد المصادر بمعلومات كافية عن ما حل به بعد هزيمة جيش الحجاز، ولكنه على أي حال قد ألقى عصا الترحال في نهاية المطاف وأستقر في المدينة المنورة حيث توفي هناك عام 1340 هجري - 1922 ميلادي
1. 1 2 3 4  [تاريخ - نبذة تاريخية عن نجد] (ط. الطبعة الثانية - الطبعة المئوية). الرياض: الأمانة العامة للاحتفال بمرور مائة عام على تأسيس المملكة. 1999 م. ص. 13 - 20. {{استشهاد بكتاب}}: تحقق من التاريخ في: |سنة=، |تاريخ=، و|سنة= لا يطابق |تاريخ= (مساعدة) وتحقق من قيمة |مسار= (مساعدة)
2. ↑  حاشية كتاب نبذة تاريخية عن نجد النسخة المؤية ، صفحة 16

المصادر
كتاب نبذة تاريخية عن نجد النسخة المؤية قدم للكتاب وحققه الدكتور عبد الله الصالح العثيمين
http://k-tb.com/book/history03222-نبذة-تاريخية-عن-نجد
https://www.goodreads.com/book/show/6643834